# The Later Years 1987-2019
The Later Years 1987-2019 è un cofanetto discografico del gruppo musicale inglese Pink Floyd, pubblicato il 13 dicembre 2019 dalla Pink Floyd Records.

## Descrizione
Il box set raccoglie le registrazioni dei Pink Floyd sotto la guida di David Gilmour dopo l'abbandono da parte di Roger Waters nel 1985, nonché tutto il materiale proveniente dagli ultimi tre album in studio del gruppo britannico, ovvero A Momentary Lapse of Reason (1987), The Division Bell (1994) e The Endless River (2014). The Later Years include anche un mix surround degli album A Momentary Lapse of Reason e The Division Bell nonché una versione remixata dell'album A Momentary Lapse of Reason (che presenta contributi restaurati del tastierista Richard Wright e nuovi contributi del batterista Nick Mason, per "ripristinare l'equilibrio creativo tra i tre membri dei Pink Floyd").
È inclusa anche una versione ampliata dell'album dal vivo del 1988, Delicate Sound of Thunder con otto tracce aggiuntive, tracce precedentemente escluse dalla versione del 1988, e versioni rieditate dei film concerto Delicate Sound of Thunder (1989) e Pulse (1995). Contiene inoltre una registrazione live dell'esibizione dei Pink Floyd al concerto di beneficenza avvenuta a Knebworth nel 1990. La versione ampliata di Delicate Sound of Thunder, la versione remixata dell'album A Momentary Lapse of Reason e l'inedito album dal vivo Live at Knebworth 1990 verranno poi ripubblicati in supporti separati, rispettivamente tra il 2020 e 2021 (gli ultimi due nel 2021). 
Il cofanetto contiene infine il film concerto inedito dell'esibizione dei Pink Floyd avvenuto a Venezia nel 1989 in un mix audio surround 5.1 e mix stereo ad alta risoluzione. Contiene inoltre i lati B e demo scartati dalle sessioni di registrazione di The Division Bell, nonché molti cimeli e rarità.
Il cofanetto è stato anticipato dalla raccolta The Later Years, la versione ridotta del box set, e segue quello uscito nel 2016, The Early Years 1965-1972 ed è il secondo più grande cofanetto dei Pink Floyd dopo quest'ultimo.

## Tracce

### Disco 1:A Momentary Lapse of Reason (Remixed & Updated)
Contiene una nuova versione di A Momentary Lapse of Reason, con le parti di batteria di Nick Mason ri-registrate e le tastiere di Richard Wright prese dal successivo tour.
1. Signs of Life
2. Learning to Fly
3. The Dogs of War
4. One Slip
5. On the Turning Away
6. Yet Another Movie
7. Round and Around
8. A New Machine (Part 1) [2019 Remix]
9. Terminal Frost
10. A New Machine (Part 2) [2019 Remix]
11. Sorrow

### Disco 2:Delicate Sound of Thunder(Remixed)
I dischi 2 e 3 contengono una nuova versione di Delicate Sound of Thunder contenente la scaletta completa delle canzoni eseguite durante il tour.
1. Shine On You Crazy Diamond (Pts. 1-5)
2. Signs Of Life
3. Learning To Fly
4. Yet Another Movie
5. Round And Round
6. A New Machine Part 1
7. Terminal Frost
8. A New Machine Part 2
9. Sorrow
10. The Dogs Of War
11. On The Turning Away

### Disco 3:Delicate Sound of Thunder(Remixed)
1. One Of These Days
2. Time
3. On The Run
4. The Great Gig In The Sky
5. Wish You Were Here
6. Welcome To The Machine
7. Us And Them
8. Money
9. Another Brick In The Wall Part 2
10. Comfortably Numb
11. One Slip
12. Run Like Hell

### Disco 4: Live Recordings, 1987 & 1994 / Unreleased Studio Recordings
Contiene alcune registrazioni live inedite e parti di The Big Spliff, un album coevo a The Division Bell, pianificato ma mai pubblicato, benché parte di tale materiale sia poi confluito nell'album del 2014 The Endless River.
1. One Of These Days (Live in Hannover 1994) [B-Side del singolo High Hopes/Keep Talking]
2. Astronomy Domine (Live in Miami 1994) [B-Side del singolo di Take It Back]
3. The Dogs Of War (Live in Atlanta 1987) [B-Side del singolo di One Slip]
4. On The Turning Away (Live in Atlanta 1987) [B-Side del singolo di On the Turning Away]
5. Run Like Hell (Live in Atlanta 1987) [B-Side del singolo di On the Turning Away]
6. Blues 1 (Unreleased 1994 Recording)
7. Slippery Guitar (Unreleased 1994 Recording)
8. Rick's Theme (Unreleased 1994 Recording)
9. David's Blues (Unreleased 1994 Recording)
10. Marooned Jam (1994 Recording)
11. Nervana (Unreleased 1994 Recording)
12. High Hopes (Early Version) [1994 Recording]

### Disco 5:Knebworth Concert 1990
Contiene le canzoni eseguite nel concerto tenutosi a Knebworth nel 1990
1. Shine On You Crazy Diamond (Pts. 1-5) [Live at Knebworth 1990] [2019 Mix]
2. The Great Gig In The Sky (Live at Knebworth 1990] [2019 Mix]
3. Wish You Were Here (Live at Knebworth 1990) [2019 Mix]
4. Sorrow (Live at Knebworth 1990) [2019 Mix]
5. Money (Live at Knebworth 1990) [2019 Mix]
6. Comfortably Numb (Live at Knebworth 1990) [2019 Mix]
7. Run Like Hell (Live at Knebworth 1990) [2019 Mix]

### Disco 6 - Blu-Ray
1. Signs Of Life (5.1 Remix 2019)
2. Learning To Fly (5.1 Remix 2019)
3. The Dogs Of War (5.1 Remix 2019)
4. One Slip (5.1 Remix 2019)
5. On The Turning Away (5.1 Remix 2019)
6. Yet Another Movie (5.1 Remix 2019)
7. Round And Round (5.1 Remix 2019)
8. A New Machine Part 1 (5.1 Remix 2019)
9. Terminal Frost (5.1 Remix 2019)
10. A New Machine Part 2 (5.1 Remix 2019)
11. Sorrow (5.1 Remix 2019)
12. Cluster One (5.1 Remix 2014)
13. What Do You Want From Me (5.1 Remix 2014)
14. Poles Apart (5.1 Remix 2014)
15. Marooned (5.1 Remix 2014)
16. A Great Day For Freedom (5.1 Remix 2014)
17. Wearing The Inside Out (5.1 Remix 2014)
18. Take It Back (5.1 Remix 2014)
19. Coming Back To Life (5.1 Remix 2014)
20. Keep Talking (5.1 Remix 2014)
21. Lost For Words (5.1 Remix 2014)
22. High Hopes (5.1 Remix 2014)
23. Blues 1 (Unreleased 1994 Recording) [5.1 Mix]
24. Slippery Guitar (Unreleased 1994 Recording) [5.1 Mix]
25. Rick's Theme (Unreleased 1994 Recording) [5.1 Mix]
26. David's Blues (Unreleased 1994 Recording) [5.1 Mix]
27. Marooned Live Jam 2 (Unreleased 1994 Recording) [5.1 Mix]
28. Nervana (Unreleased 1994 Recording) [5.1 Mix]
29. High Hopes (Unreleased 1994 Recording) [5.1 Mix]

### Disco 7 - Blu-Ray
Contiene la versione Blu-ray di Delicate Sound of Thunder, precedentemente disponibile solo su VHS.
1. Shine On You Crazy Diamond (Pts. 1-5) [Live, Delicate Sound Of Thunder] [2019 Remix]
2. Signs Of Life
3. Learning To Fly
4. Sorrow
5. The Dogs Of War
6. On The Turning Away
7. One Of These Days
8. Time
9. On The Run
10. The Great Gig In The Sky
11. Wish You Were Here
12. Us And Them
13. Money
14. Comfortably Numb
15. One Slip
16. Run Like Hell

### Disco 8 - Blu-Ray
Contiene la versione rimasterizzata di Pulse.
1. Shine On You Crazy Diamond (Pts. 1-5,7) [Filmed Live On 20 October 1994 at Earls Court, London, UK]
2. Learning To Fly (Filmed Live On 20 October 1994 at Earls Court, London, UK)
3. High Hopes (Filmed Live On 20 October 1994 at Earls Court, London, UK)
4. Take It Back (Filmed Live On 20 October 1994 at Earls Court, London, UK)
5. Coming Back To Life (Filmed Live On 20 October 1994 at Earls Court, London, UK)
6. Sorrow (Filmed Live On 20 October 1994 at Earls Court, London, UK)
7. Keep Talking (Filmed Live On 20 October 1994 at Earls Court, London, UK)
8. Another Brick In The Wall Part 2 (Filmed Live On 20 October 1994 at Earls Court, London, UK)
9. One Of These Days (Filmed Live On 20 October 1994 at Earls Court, London, UK)
10. Speak To Me (Filmed Live On 20 October 1994 at Earls Court, London, UK)
11. Breather (In The Air) [Filmed Live On 20 October 1994 at Earls Court, London, UK]
12. On The Run (Filmed Live On 20 October 1994 at Earls Court, London, UK)
13. Time (Filmed Live On 20 October 1994 at Earls Court, London, UK)
14. The Great Gig In The Sky (Filmed Live On 20 October 1994 at Earls Court, London, UK)
15. Money (Filmed Live On 20 October 1994 at Earls Court, London, UK)
16. Us And Them (Filmed Live On 20 October 1994 at Earls Court, London, UK)
17. Any Colour You Like (Filmed Live On 20 October 1994 at Earls Court, London, UK)
18. Brain Damage (Filmed Live On 20 October 1994 at Earls Court, London, UK)
19. Eclipse (Filmed Live On 20 October 1994 at Earls Court, London, UK)
20. Wish You were Here (Filmed Live On 20 October 1994 at Earls Court, London, UK)
21. Comfortably Numb (Filmed Live On 20 October 1994 at Earls Court, London, UK)
22. Run Like Hell (Filmed Live On 20 October 1994 at Earls Court, London, UK)

### Disco 9 - Blu-Ray
Contiene il concerto che i Pink Floyd tennero a Venezia nel 1989.
1. Shine On You Crazy Diamond (Pt. 1) [Live In Venice 15 July 1989]
2. Learning To Fly (with end chat) [Live In Venice 15 July 1989]
3. Yet Another Movie (Live In Venice 15 July 1989)
4. Round And Round (Live In Venice 15 July 1989)
5. Sorrow (Live In Venice 15 July 1989)
6. The Dogs Of War (Live In Venice 15 July 1989)
7. On The Turning Away (Live In Venice 15 July 1989)
8. Time (Live In Venice 15 July 1989)
9. The Great Gig In The Sky (Live In Venice 15 July 1989)
10. Wish You Were Here (Live In Venice 15 July 1989)
11. Money (Live In Venice 15 July 1989)
12. Another Brick In The Wall (Live In Venice 15 July 1989)
13. Comfortably Numb (Live In Venice 15 July 1989)
14. Run Like Hell (Live In Venice 15 July 1989)
15. Fireworks (Live In Venice 15 July 1989)
16. Shine On You Crazy Diamond (Pts. 1-5) [Live At Knebworth 1990] [2019 Mix]
17. The Great Gig In The Sky (Live At Knebworth 1990) [2019 Mix]
18. Wish You Were Here (Live at Knebworth 1990) [2019 Mix]
19. Sorrow (Live at Knebworth 1990) [2019 Mix]
20. Money (Live At Knebworth 1990) [2019 Mix]
21. Comfortably Numb (Live At Knebworth 1990) [2019 Mix]
22. Run Like Hell (Live At Knebworth 1990) [2019 Mix]

### Disco 10 - Blu-Ray
1. Learning To Fly (2011 Remaster)
2. Marooned (PCM Stereo version)
3. Take It Back (2019 Remaster)
4. High Hopes (2011 Remaster)
5. Louder Than Words (Edit)
6. Learning To Fly (Alternate Version)
7. Yet Another Movie (Delicate Sound Of Thunder)
8. Round And Round (Delicate Sound Of Thunder)
9. A New Machine (Part 1) [Delicate Sound Of Thunder]
10. Terminal Frost (Delicate Sound Of Thunder)
11. A New Machine (Part 2) [Delicate Sound Of Thunder]
12. A Great Day For Freedom Version 1 (Tour Rehersals 1994)
13. A Great Day For Freedom Version 2 (Tour Rehersals 1994)
14. Lost For Words (Tour Rehersals 1994)
15. Signs Of Life (Screen Film 1987)
16. Learning To Fly (Screen Film 1987)
17. The Dogs Of War (Screen Film 1987)
18. One Of These Days (Screen Film 1987)
19. Speak To Me (Screen Film 1987)
20. On The Run (Screen Film 1987)
21. Us And Them (Screen Film 1987)
22. Money (Screen Film 1987)
23. Brain Damage + Eclipse (Screen Film 1987)
24. Shine On You Crazy Diamond (Screen Film 1994)
25. Speak To Me (Screen Film 1994)
26. Time (Screen Film 1994)
27. The Great Gig In The Sky (Screen Film 1994)
28. Money (Screen Film 1994)
29. Us And Them (Black & White) [Screen Film 1994]
30. Us And Them (Colour) [Screen Film 1994]
31. Brain Damage + Eclipse (USA Dates) [Screen Film 1994]
32. Brain Damage + Eclipse (European Dates) [Screen Film 1994]
33. Brain Damage (Earls Court London Dates) [Screen Film 1994]
34. Wish You Were Here With Billy Corgan

### Disco 11 - Blu-Ray
1. A Momentary Lapse of Reason - Album Cover Photo Shoot
2. The Division Bell heads album cover photography (Ely, Cambridgeshire, UK)
3. Pulse TV ad 1995
4. Ian Emes Endless River Film (Stereo PCM (96/24))
5. A Momentary Lapse OF Reason (Cover Shoot Interview)
6. The Division Bell Airships 1994
7. Behind The Scenes - The Division Bell Tour
8. The Endless River Launch Event (Porchester Hall Londonn 2014)
9. The Endless River EPK 2014

### Disco 12 - DVD
1. Shine On You Crazy Diamond (Pts. 1-5) [Live, Delicate Sound Of Thunder] [2019 Remix]
2. Signs Of Life
3. Learning To Fly
4. Sorrow
5. The Dogs Of War
6. On The Turning Away
7. One Of These Days
8. Time
9. On The Run
10. The Great Gig In The Sky
11. Wish You Were Here
12. Us And Them
13. Money
14. Comfortably Numb
15. One Slip
16. Run Like Hell

### Disco 13 - DVD
1. Shine On You Crazy Diamond (Pts. 1-5,7) [Filmed Live On 20 October 1994 at Earls Court, London, UK]
2. Learning To Fly (Filmed Live On 20 October 1994 at Earls Court, London, UK)
3. High Hopes (Filmed Live On 20 October 1994 at Earls Court, London, UK)
4. Take It Back (Filmed Live On 20 October 1994 at Earls Court, London, UK)
5. Coming Back To Life (Filmed Live On 20 October 1994 at Earls Court, London, UK)
6. Sorrow (Filmed Live On 20 October 1994 at Earls Court, London, UK)
7. Keep Talking (Filmed Live On 20 October 1994 at Earls Court, London, UK)
8. Another Brick In The Wall Part 2 (Filmed Live On 20 October 1994 at Earls Court, London, UK)
9. One Of These Days (Filmed Live On 20 October 1994 at Earls Court, London, UK)
10. Speak To Me (Filmed Live On 20 October 1994 at Earls Court, London, UK)
11. Breather (In The Air) [Filmed Live On 20 October 1994 at Earls Court, London, UK]
12. On The Run (Filmed Live On 20 October 1994 at Earls Court, London, UK)
13. Time (Filmed Live On 20 October 1994 at Earls Court, London, UK)
14. The Great Gig In The Sky (Filmed Live On 20 October 1994 at Earls Court, London, UK)
15. Money (Filmed Live On 20 October 1994 at Earls Court, London, UK)
16. Us And Them (Filmed Live On 20 October 1994 at Earls Court, London, UK)
17. Any Colour You Like (Filmed Live On 20 October 1994 at Earls Court, London, UK)
18. Brain Damage (Filmed Live On 20 October 1994 at Earls Court, London, UK)
19. Eclipse (Filmed Live On 20 October 1994 at Earls Court, London, UK)
20. Wish You were Here (Filmed Live On 20 October 1994 at Earls Court, London, UK)
21. Comfortably Numb (Filmed Live On 20 October 1994 at Earls Court, London, UK)
22. Run Like Hell (Filmed Live On 20 October 1994 at Earls Court, London, UK)

### Disco 14 - DVD
1. Shine On You Crazy Diamond (Pt. 1) [Live In Venice 15 July 1989]
2. Learning To Fly (with end chat) [Live In Venice 15 July 1989]
3. Yet Another Movie (Live In Venice 15 July 1989)
4. Round And Round (Live In Venice 15 July 1989)
5. Sorrow (Live In Venice 15 July 1989)
6. The Dogs Of War (Live In Venice 15 July 1989)
7. On The Turning Away (Live In Venice 15 July 1989)
8. Time (Live In Venice 15 July 1989)
9. The Great Gig In The Sky (Live In Venice 15 July 1989)
10. Wish You Were Here (Live In Venice 15 July 1989)
11. Money (Live In Venice 15 July 1989)
12. Another Brick In The Wall (Live In Venice 15 July 1989)
13. Comfortably Numb (Live In Venice 15 July 1989)
14. Run Like Hell (Live In Venice 15 July 1989)
15. Fireworks (Live In Venice 15 July 1989)
16. Shine On You Crazy Diamond (Pts. 1-5) [Live At Knebworth 1990] [2019 Mix]
17. The Great Gig In The Sky (Live At Knebworth 1990) [2019 Mix]
18. Wish You Were Here (Live at Knebworth 1990) [2019 Mix]
19. Sorrow (Live at Knebworth 1990) [2019 Mix]
20. Money (Live At Knebworth 1990) [2019 Mix]
21. Comfortably Numb (Live At Knebworth 1990) [2019 Mix]
22. Run Like Hell (Live At Knebworth 1990) [2019 Mix]

### Disco 15 - DVD
1. Learning To Fly (2011 Remaster)
2. Marooned (PCM Stereo version)
3. Take It Back (2019 Remaster)
4. High Hopes (2011 Remaster)
5. Louder Than Words (Edit)
6. Learning To Fly (Alternate Version)
7. Yet Another Movie (Delicate Sound Of Thunder)
8. Round And Round (Delicate Sound Of Thunder)
9. A New Machine (Part 1) [Delicate Sound Of Thunder]
10. Terminal Frost (Delicate Sound Of Thunder)
11. A New Machine (Part 2) [Delicate Sound Of Thunder]
12. A Great Day For Freedom Version 1 (Tour Rehersals 1994)
13. A Great Day For Freedom Version 2 (Tour Rehersals 1994)
14. Lost For Words - False Start (Tour Rehersals 1994)
15. Lost For Words (Tour Rehersals 1994)
16. Signs Of Life (Screen Film 1987)
17. Learning To Fly (Screen Film 1987)
18. The Dogs Of War (Screen Film 1987)
19. One Of These Days (Screen Film 1987)
20. Speak To Me (Screen Film 1987)
21. On The Run (Screen Film 1987)
22. Us And Them (Screen Film 1987)
23. Money (Screen Film 1987)
24. Brain Damage + Eclipse (Screen Film 1987)
25. Shine On You Crazy Diamond (Screen Film 1994)
26. Speak To Me (Screen Film 1994)
27. Time (Screen Film 1994)
28. The Great Gig In The Sky (Screen Film 1994)
29. Money (Screen Film 1994)
30. Us And Them (Black & White) [Screen Film 1994]
31. Us And Them (Colour) [Screen Film 1994]
32. Brain Damage + Eclipse (USA Dates) [Screen Film 1994]
33. Brain Damage + Eclipse (European Dates) [Screen Film 1994]
34. Brain Damage (Earls Court London Dates) [Screen Film 1994]
35. Wish You Were Here With Billy Corgan

### Disco 16 - DVD
1. A Momentary Lapse of Reason - Album Cover Photo Shoot
2. The Division Bell heads album cover photography (Ely, Cambridgeshire, UK)
3. Pulse TV ad 1995
4. Ian Emes Endless River Film (Stereo PCM (96/24))
5. Ian Emes Endless River Film (5.1 DTS Master Audio (96/24))
6. A Momentary Lapse OF Reason (Cover Shoot Interview)
7. The Division Bell Airships 1994
8. Behind The Scenes - The Division Bell Tour
9. The Endless River Launch Event (Porchester Hall Londonn 2014)
10. The Endless River EPK 2014

### Disco 17 - Singolo 7"
1. Lost For Words (Tour Rehersals 1994) [Edit]

### Disco 18 - Singolo 7"
1. Arnold Layne (Live 2007)[2]

## Classifiche
| Classifica (2019) | Posizione massima |
| ----------------- | ----------------- |
| Italia            | 10                |